# Raymart Santiago
Raymond Martin Santiago (* 20. Juli 1973 in Manila, Philippinen) ist ein philippinischer Schauspieler.

## Filmografie (Auswahl)
- 2014–2015: The Half Sisters